# Monika Kobylińska
Monika Kobylińska (n. 9 aprilie 1995, în Żary) este o handbalistă poloneză care joacă pentru clubul românesc CSM București și pentru echipa națională a Poloniei. Kobylińska evoluează pe postul de intermediar dreapta.
Ea a luat parte la campionatul mondial din 2015, desfășurat în Danemarca, și la cel din 2017, desfășurat în Germania. De asemenea, Kobylińska a fost căpitanul echipei Poloniei la campionatul mondial din 2021, desfășurat în Spania.
La nivel de club, ea a mai evoluat anterior la echipa poloneză GTPR Gdynia, la cea germană TuS Metzingen și la cea franceză Brest Bretagne.

## Palmares internațional
- Trofeul Carpați:
  - Câștigătoare: 2017